# 마츠이 레나
마츠이 레나(일본어: 松井 玲奈 まつい れな[*], 1991년 7월 27일 ~ )는 일본의 여성 아이돌 그룹 전 SKE48 팀E의 멤버이다. 효고현 태생이며, 아이치현 도요하시시로 옮겨와 자랐다.

## 내력
2008년 7월에 개최된 SKE48 첫 오디션에 참가해 합격했으며 2008년 10월 5일에 SKE48로 데뷔했다. 〈10넨자쿠라〉로 처음 AKB48의 싱글에 선발 멤버로 참가했다.
마츠이 쥬리나와 SKE48의 투탑을 맡고 있으며, W마츠이 (더블마츠이)로 같은 성씨인 마츠이 쥬리나와 함께 별명을 가지고 있다(전 AKB48의 멤버 마츠이 사키코도 같은 마츠이이다.).
완벽한 채식주의자는 아니지만 채소만 먹는것을 선호하며 고기종류는 먹기를 좋아하지 않는다.
굉장한 애니메 오타쿠라고 밝혔다.
어렸을때, 히키코모리(은둔형 외톨이)라고 밝힌적이 있다.
머리가 짧고 귀여운 어린 여자아이를 좋아한다.
마츠이 사키코와 마츠이 쥬리나와 같은 마츠이이다.
2015년 8월 31일, 여배우를 목표로 SKE48를 졸업.

## 음반

### 싱글
1. シャボン (2016년 4월 6일) - 마츠이 레나와 챠란 · 포란 · 판 명의

## 출연

### 드라마
- 마지스카 학원 (2010년) - 게키카라 역
- 마지스카 학원 2 (2011년) - 게키카라 역